# Anaconda (дистрибутив Python)
Anaconda — це вільно та відкрито розповсюджуваний (freemium) дистрибутив різних програмних продуктів, зокрема, мов програмування Python та R. Платформа спеціалізується на «наукових обчисленнях» (scientific computing): наука про дані, застосуванні методів машинного навчання, широкомасштабна обробка даних, передбачувальна аналітика тощо. Використання платформи має на меті спрощення управління пакетами та їх розгортання. Версіями пакунків керує система управління пакетами Conda. Дистрибутив Anaconda використовується понад 15 мільйонами користувачів і містить більше 1500 популярних пакетів наукових даних, придатних для Windows, Linux та MacOS, наприклад, NumPy, SciPy та Ggplot2.

## Огляд
Дистрибутив Анаконда має широкі можливості під'єднання модулів (більше 1500), зокрема, власним Conda та менеджером віртуального середовища. Графічний інтерфейс, Anaconda Navigator [Архівовано 21 липня 2019 у Wayback Machine.] слугує графічною альтернативою інтерфейсові командного рядка (CLI).
Велика різниця між Conda та менеджером пакетів Pip полягає в тому, як управляти залежностями під'єднуваних пакунків, що є суттєвим викликом при роботі з Data Science у Python та головною причиною появи Conda.
Коли Pip встановлює деякий потрібний клієнтові пакет, то він автоматично встановлює весь перелік залежних від нього пакетів Python, не перевіряючи при цьому, чи вони будуть конфліктувати з раніше встановленими пакунками. Через це користувач із коректно встановленим, наприклад, Google Tensorflow, може виявити, що той різко перестає працювати: Pip при інсталяції нового пакета встановить інакшу версію NumPy (якого потребують одночасно і встановлюваний пакунок і вже наявний Tensorflow), наприклад 3.6, тоді як Tensorflow коректно працюватиме лише з 3.5  [Архівовано 4 листопада 2019 у Wayback Machine.]. У деяких випадках може спочатку здаватися, що новий пакет працює як слід, але насправді він даватиме відмінні від правильних результати, що буде видно лише у деяких подробицях.
На відміну від цього, Conda структурно аналізує все поточне програмне середовище і вже після цього встановлює новий пакет, враховуючи всі обмеження сумісностей, версій різних пакунків, вірніше пропонує поєднуваний набір пакетів. У деяких випадках Conda попередить користувача про неможливість одночасного використання деяких пакетів. Як наслідок, тепер користувач може мати, наприклад, Tensorflow саме версії 2,0 або новішої, обираючи зручний для себе варіант враховуючи розуміння особливостей версій кожного з пакетів.
Пакети з відкритим кодом можуть бути встановлені індивідуально як зі сховища Anaconda , так і з Anaconda Cloud [Архівовано 14 жовтня 2019 у Wayback Machine.] чи з вашого власного сховища чи дзеркала, використовуючи команду conda install . Anaconda Inc компілює та створює всі пакунки у самому сховищі Anaconda та надає бінарні файли для Windows 32/64 біт, Linux 64 біт та MacOS 64-біт. Все, що доступне на PyPI, може бути встановлено в середовищі Conda за допомогою Pip, і Conda буде відслідковувати, що саме було встановлено самим пакунком і що саме встановлено за допомогою Pip.
Окремі, власні пакети можна створити за допомогою conda build, ними можна поділитись з іншими, завантаживши їх у будь-яке сховище, як-от: Anaconda Cloud [Архівовано 14 жовтня 2019 у Wayback Machine.], PyPI…
Установка Anaconda2 за замовчуванням тягне за собою Python 2.7, а Anaconda3 включає Python 3.7. Одначе за допомогою Conda завжди можна створити середовища, задані по-новому, щоб містити будь-яку версію Python.

### Anaconda Navigator

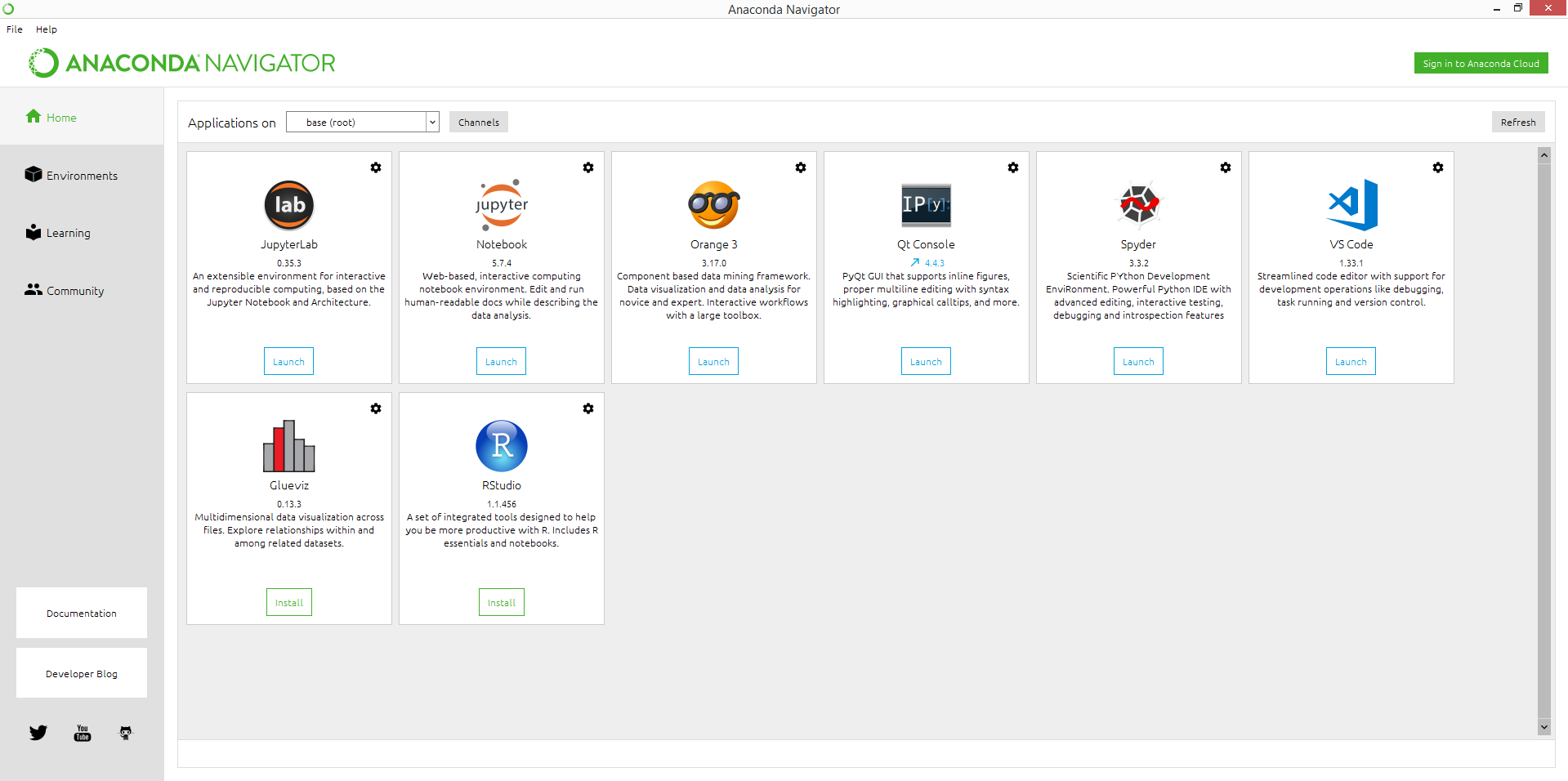
Anaconda Navigator

Anaconda Navigator — це графічний інтерфейс користувача настільних ПК (GUI), що входить у дистрибутив Anaconda, який дозволяє користувачам запускати пов'язані програми та керувати пакетами, середовищами та каналами Conda без використання часто менш зручного командного рядка. Навігатор може шукати пакети в Anaconda Cloud [Архівовано 14 жовтня 2019 у Wayback Machine.] або в локальному сховищі Anaconda, встановлювати їх у середовищі, запускати пакети та оновлювати їх. Працює у Linux, macOS та Windows.
У Навігаторі за замовчуванням доступні такі програми: 
- JupyterLab
- Jupyter Notebook
- QtConsole [Архівовано 28 березня 2019 у Wayback Machine.]
- Spyder
- Glueviz [Архівовано 28 березня 2019 у Wayback Machine.]
- Orange[en]
- Rstudio
- Visual Studio Code

### Conda
Conda — вільно та відкрито розповсюджуваний крос-платформний та безвідносний до мови програмування (language-agnostic) менеджер пакетів та система управління середовищем Anaconda яка встановлює, запускає та оновлює пакети та їх залежності. Від початку створений для програм Python, сьогодні може пакувати та розповсюджувати програмне забезпечення для дуже широкого переліку мов (наприклад, R), в тому числі для багатомовних проектів Пакет Conda та менеджер середовища включений у всі версії Anaconda, Miniconda та Anaconda Repository.

## Anaconda Cloud
Anaconda Cloud [Архівовано 14 жовтня 2019 у Wayback Machine.] — це послуга управління пакетами від Anaconda, де ви можете знаходити, отримувати доступ, зберігати та ділитися загальнодоступними та приватними ноутбуками (notebook interface), середовищами та пакетами Conda та PyPI. Розміщені у хмарі ноутбуки та середовища застосовуються для вирішення широкого спектра задач, при цьому Вам не потрібно мати обліковий запис Anaconda Cloud, шукати загальнодоступні пакунки серед платних, постійно завантажувати та встановлювати їх.
Існує можливість створювати нові пакети, використовуючи інтерфейс командного рядка клієнта Anaconda (CLI), для подальшого завантаження пакунків в Cloud, що виконується як вручну, так і автоматично.

## Дивитися також
- Pip (система управління пакетами)
- pipenv [Архівовано 17 листопада 2019 у Wayback Machine.]
- Setuptools(інші мови)
- Менеджер пакетів
- Список систем управління пакетами програмного забезпечення

## Використані посилання
1. ↑  What is Anaconda, Inc.?. docs.anaconda.com. Архів оригіналу за 27 березня 2019. Процитовано 4 листопада 2019. Anaconda is a software development and consulting company of passionate open source advocates based in Austin, Texas, USA. We are committed to the open source community. We created the Anaconda Python distribution and contribute to many other open source-based data analytics tools. [Архівовано 2019-03-27 у Wayback Machine.]
2. ↑  Archived copy. Архів оригіналу за 12 жовтня 2018. Процитовано 26 жовтня 2017.{{cite web}}:  Обслуговування CS1: Сторінки з текстом «archived copy» як значення параметру title (посилання)
3. ↑  Архівована копія. Архів оригіналу за 15 жовтня 2019. Процитовано 4 листопада 2019.{{cite web}}:  Обслуговування CS1: Сторінки з текстом «archived copy» як значення параметру title (посилання) [Архівовано 2019-10-15 у Wayback Machine.]
4. ↑  Anaconda End User License Agreement. continuum.io. Continuum Analytics. Архів оригіналу за 24 червня 2016. Процитовано 30 травня 2016.
5. ↑  Open Source Community. Anaconda (амер.). Архів оригіналу за 28 лютого 2019. Процитовано 27 лютого 2019.
6. ↑  Conda – Conda documentation. Архів оригіналу за 1 березня 2016. Процитовано 25 лютого 2016.
7. 1 2  Anaconda repository. anaconda.org. Архів оригіналу за 10 серпня 2019. Процитовано 4 листопада 2019.
8. ↑  Anaconda Navigator — Anaconda documentation. docs.anaconda.com. Процитовано 30 липня 2024.
9. ↑  Conda. pydata.org. Архів оригіналу за 20 листопада 2016. Процитовано 9 квітня 2015.
10. ↑  Conda. pydata.org. Архів оригіналу за 20 листопада 2016. Процитовано 9 квітня 2015.
11. ↑  Doig, Christine (21 травня 2015). Conda for Data Science. Архів оригіналу за 16 червня 2015. Процитовано 16 червня 2015. Conda works with Linux, OSX, and Windows, and is language agnostic, which allows us to use it with any programming language or even multi-language projects. [Архівовано 2015-08-22 у Wayback Machine.]
12. ↑  Gorelick (Author), Micha; Ozsvald, Ian (September 2014). High Performance Python: Practical Performant Programming for Humans (вид. 1st). O'Reilly Media. с. 370. ISBN 1449361595. Архів оригіналу за 28 березня 2019. Процитовано 4 листопада 2019.
13. ↑  Jackson, Joab (5 лютого 2013). Python gets a big data boost from DARPA. networkworld. Архів оригіналу за 13 червня 2018. Процитовано 30 жовтня 2014.
14. ↑  Lorica, Ben (24 березня 2013). Python data tools just keep getting better. O'Reilly Radar. Архів оригіналу за 28 травня 2016. Процитовано 30 жовтня 2014.
15. ↑  Miniconda. conda.io. Архів оригіналу за 10 вересня 2018. Процитовано 13 червня 2018. [Архівовано 2018-09-10 у Wayback Machine.]